# Vincent Chileshe
Vincent Chileshe (Mporokoso, Rodesia del Norte, 17 de febrero de 1957) es un exfutbolista y entrenador de fútbol de Zambia que jugó en la posición de guardameta.

## Carrera

### Club
| Periodo   | Club                |
| --------- | ------------------- |
| 1972-1975 | Luanshya All Blacks |
| 1975–1980 | Roan United         |
| 1981–1984 | Nchanga Rangers     |
| 1984–1987 | ZESCO United        |

### Selección nacional
Jugó para Zambia en 30 ocasiones de 1977 a 1985 y participó en la Copa Africana de Naciones 1978.

### Entrenador
| Periodo   | Club               |
| --------- | ------------------ |
| 1986–1989 | ZESCO United       |
| 1990–1992 | Police Leopards    |
| 1992–1994 | Manzini Wanderers  |
| 1995      | Mbabane Swallows   |
| 1996–1997 | Police XI          |
| 1997–1998 | Nakambala Leopards |
| 1998–2000 | TAP Dragons FC     |
| 2000–2001 | City of Lusaka FC  |
| 2002      | Young Green Eagles |

## Logros

### Jugador
- Copa de Zambia (1): 1977

### Entrenador
- Swazi Trade Fair Cup (1): 1993